# Рубен Пањанини
Рубен Оскар Пањанини (рођен 31. јануара 1949. у Сан Николас де лос Аројос, провинција Буенос Аирес) је аргентински бивши фудбалер који је играо за репрезентацију Аргентине.
Играо је за Естудијантес де Ла Плата, ФК Индепендијенте, Аргентинос Јуниорс и Минесота Кикс. Играјући за Естудијантес, освојио је 1969. Копа Либертадорес и 1970 Копа Либертадорес. Његова највећа достигнућа на нивоу локалног клуба била је освајање Националних првенстава 1977 и 1978 са Индепендијентеом.
Пањанини је био део фудбалске репрезентације Аргентине 1978. која је освојила светски куп те године, иако није играо ни на једној утакмици током тог турнира.
Надимак му је био ел гато ('мачка').
2007. године радио је као тренер Ла Емилије, клуба који игра у Б лиги Торнео (четврта дивизија).

## Трофеји

### Клуб
Естудијантес
- Копа Либертадорес : 1968, 1969, 1970
- Копа Интерамерикана : 1968
- Интерконтинентални куп : 1968

Индепендијенте
- Прва лига Аргентине : Национал 1977 [2]

Индепендијенте
- Прва лига Аргентине : Национал 1978 [3]

### Репрезентација
Аргентина
- ФИФА Светски куп : 1978 [4]